# A pátria socialista está em perigo!

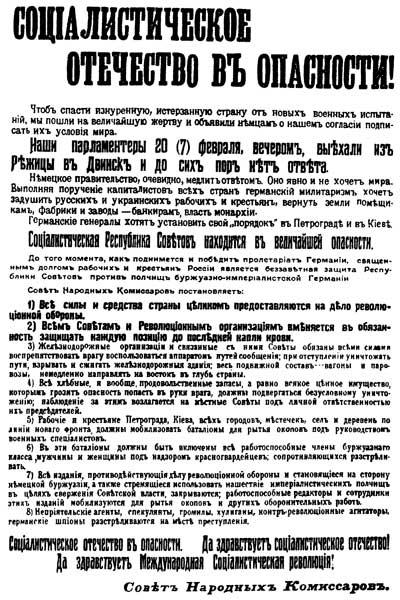
Folheto com o decreto do Conselho dos Comissários do Povo "A pátria socialista está em perigo!", 21 de fevereiro de 1918

A pátria socialista está em perigo! foi um decreto do Conselho dos Comissários do Povo, emitido em conexão com a ofensiva alemã que começou em 18 de fevereiro de 1918. Nos tempos soviéticos, foi declarado que este documento foi escrito pelo presidente do Conselho dos Comissários do Povo, Lenin, adotado em 21 de fevereiro e publicado em 22 de fevereiro. No entanto, pesquisadores modernos dão a autoria do decreto a Trotsky. O próprio revolucionário também afirmou que foi ele quem redigiu o projeto de decreto.
O decreto exigia que "sovietes e organizações revolucionárias" "defendessem todas as posições até a última gota de sangue", destruíssem os suprimentos de alimentos que pudessem cair "nas mãos do inimigo". Os ferroviários receberam ordens de retirar o material rodante para o leste do país, para destruir os trilhos e os prédios da ferrovia à medida que recuassem. Também foi anunciada a mobilização de trabalhadores e camponeses para cavar trincheiras. A cláusula 7 do decreto ordenava o fechamento de "... publicações que se opõem à causa da defesa revolucionária e do lado da burguesia alemã, bem como aquelas que procuram aproveitar a invasão das hordas imperialistas para derrubar o Poder soviético ... Os editores e funcionários eficientes dessas publicações são mobilizados para cavar trincheiras e outros trabalhos defensivos".
Com base no decreto, Krylenko, nomeado pelos bolcheviques como Comandante-em-Chefe Supremo, assinou uma ordem de "mobilização revolucionária" em 21 de fevereiro de 1918.
A cláusula 8 do decreto afirmava: "agentes inimigos, especuladores, bandidos, hooligans, agitadores contra-revolucionários, espiões alemães sejam fuzilados na cena do crime". Richard Pipes chama a atenção para o fato de que a Cláusula 8, portanto, legalizou os tiroteios em massa no local sem qualquer julgamento ou investigação, inaugurando a "era do terror comunista". A execução real desses tiros foi confiada à Cheka, que em 23 de fevereiro notificou a população de que os "contra-revolucionários" seriam "fuzilados impiedosamente pelos destacamentos da comissão na cena do crime".
Além disso, as próprias pessoas sujeitas a execuções foram definidas por Lênin de maneira extremamente vaga e ampla, o que provocou protestos imediatamente, especialmente do Comissário do Povo para a Justiça, Steinberg. O próprio Comissário do Povo recordou mais tarde:
Era difícil discutir sobre isso com Lenin, e logo nossa discussão chegou a um beco sem saída. Discutimos o enorme potencial terrorista dessa dura medida policial. Lenin ficou indignado por eu ter me oposto a ela em nome da justiça e da justiça revolucionárias. Por fim, exclamei irritado: “Por que então precisamos do Comissariado da Justiça? Vamos honestamente chamá-lo de Comissariado para o Extermínio Social, e é isso!". O rosto de Lenin iluminou-se de repente e ele respondeu: "Bem dito (...) é exatamente assim que deveria ser chamado (...), mas não podemos dizê-lo diretamente".